# 張鶴第
張鶴第（?—?）江苏省甘泉县（今江都市）人，清朝及中华民国政治人物。

## 生平
張鶴第是清朝舉人。后任候選知縣、視學，并当选江苏谘议局议员。
中华民国成立后，他于1912年出任北京临时参议院议员。